# Carlo Gandini
Carlo Gandini (ur. XIX wieku w Ferrarze, zm. w XX wieku) – włoski szermierz, srebrny medalista olimpijski.
Wystąpił na olimpiadzie letniej w Atenach w 1906, gdzie zdobył srebrny medal w rywalizacji zawodowców w szpadzie. W zawodach tych rozdzielił na podium Belga Cyrille'a Verbrugge'a i Greka Joanisa Raisisa. Był to jego jedyny start olimpijski.